# فرودگاه دوونسویو
فرودگاه دوونسویو (به انگلیسی: Downsview Airport) یک فرودگاه خصوصی با کد یاتا YZD است که یک باند فرود آسفالت دارد و طول باند آن ۲۱۳۵ متر است. این فرودگاه در شهر تورنتو کشور کانادا قرار دارد و در ارتفاع ۱۹۹ متری از سطح دریا واقع شده‌است.